# 格蘭特縣 (明尼蘇達州)
格蘭特縣（英語：Grant County）是美國明尼蘇達州西部的一個縣。面積1,490平方公里，根據美國2000年人口普查，共有人口6,289人。縣治艾波湖（Elbow Lake）。
成立於1868年3月6日。縣名紀念南北戰爭北軍將領、後來成為第十八任總統的尤里西斯·格蘭特（Ulysses S. Grant）。